# Herb gminy Przygodzice
Herb gminy Przygodzice – jeden z symboli gminy Przygodzice.

## Wygląd i symbolika
Herb przedstawia na tarczy dzielonej w słup w polu prawym czarną żubrzą głowę ze złotym kolcem w nozdrzach, a w polu lewym błękitnym trzy trąby czarne, połączone w środku złotymi ustnikami z sześcioma sztufami złotymi i trzema zawiniętymi sznurami.
Barwy i godła herbu wywodzą się z herbu Wieniawa Gołuchowskich i Leszczyńskich oraz herbu Trąby Radziwiłłów – rodów, których własnością był teren gminy, a które to od XV wieku przyczyniły się do ich rozwoju.